# Perdita Felicien
Perdita Felicien (Oshawa, 29 de agosto  de 1980) é uma ex-atleta canadense, campeã mundial dos 100 metros com barreiras no Mundial de Paris 2003. Sua medalha de ouro foi a primeira conquistada por uma mulher canadense no Campeonato Mundial de Atletismo. Em sua carreira também conquistou uma medalha de prata no Mundial de Osaka 2007 e uma de ouro no Campeonato Mundial de Atletismo em Pista Coberta de 2004, em Budapeste. Tem duas medalhas de prata em Jogos Pan-americanos, uma delas no Rio de Janeiro.